# Liste des îles de Maurice
Voici une liste des îles Maurice.

## Cartes

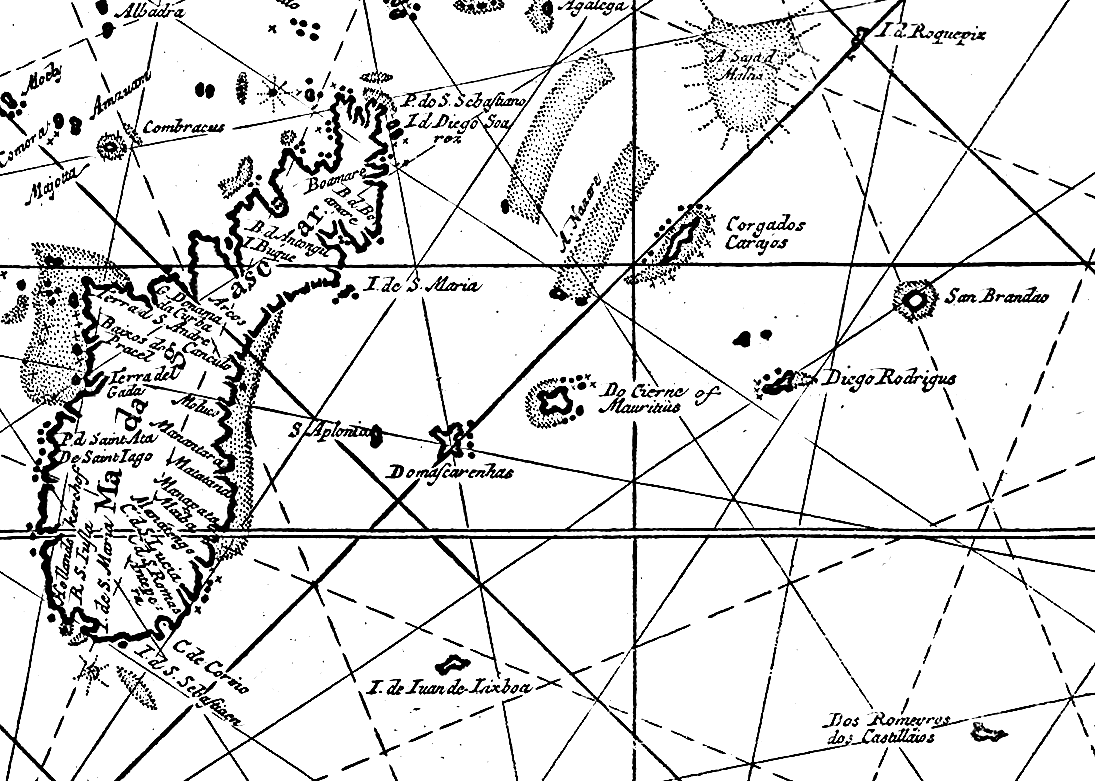
Carte Johannes van Keulen, vers 1700
Maurice et les îles extérieures
Maurice
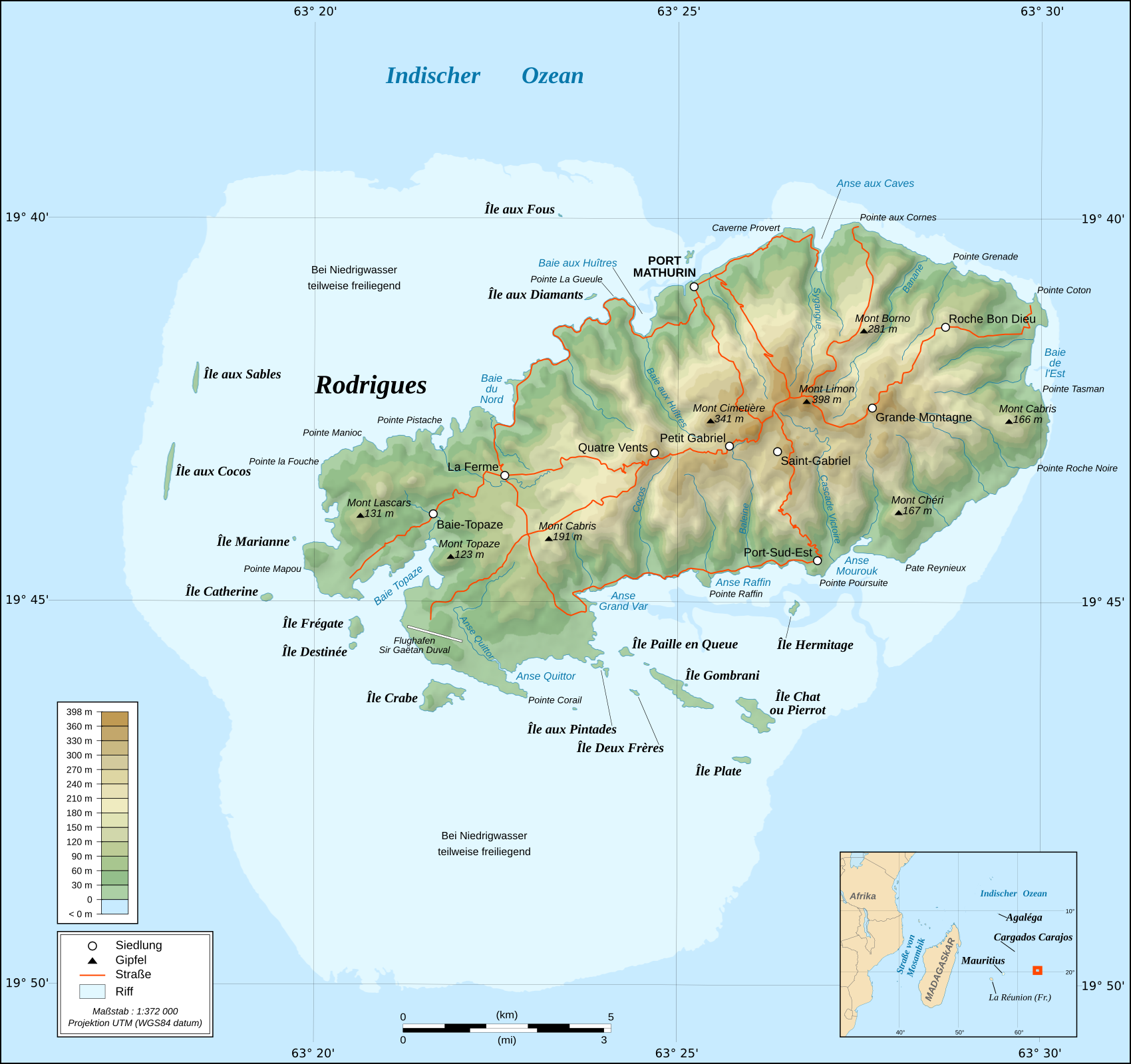
Rodrigues
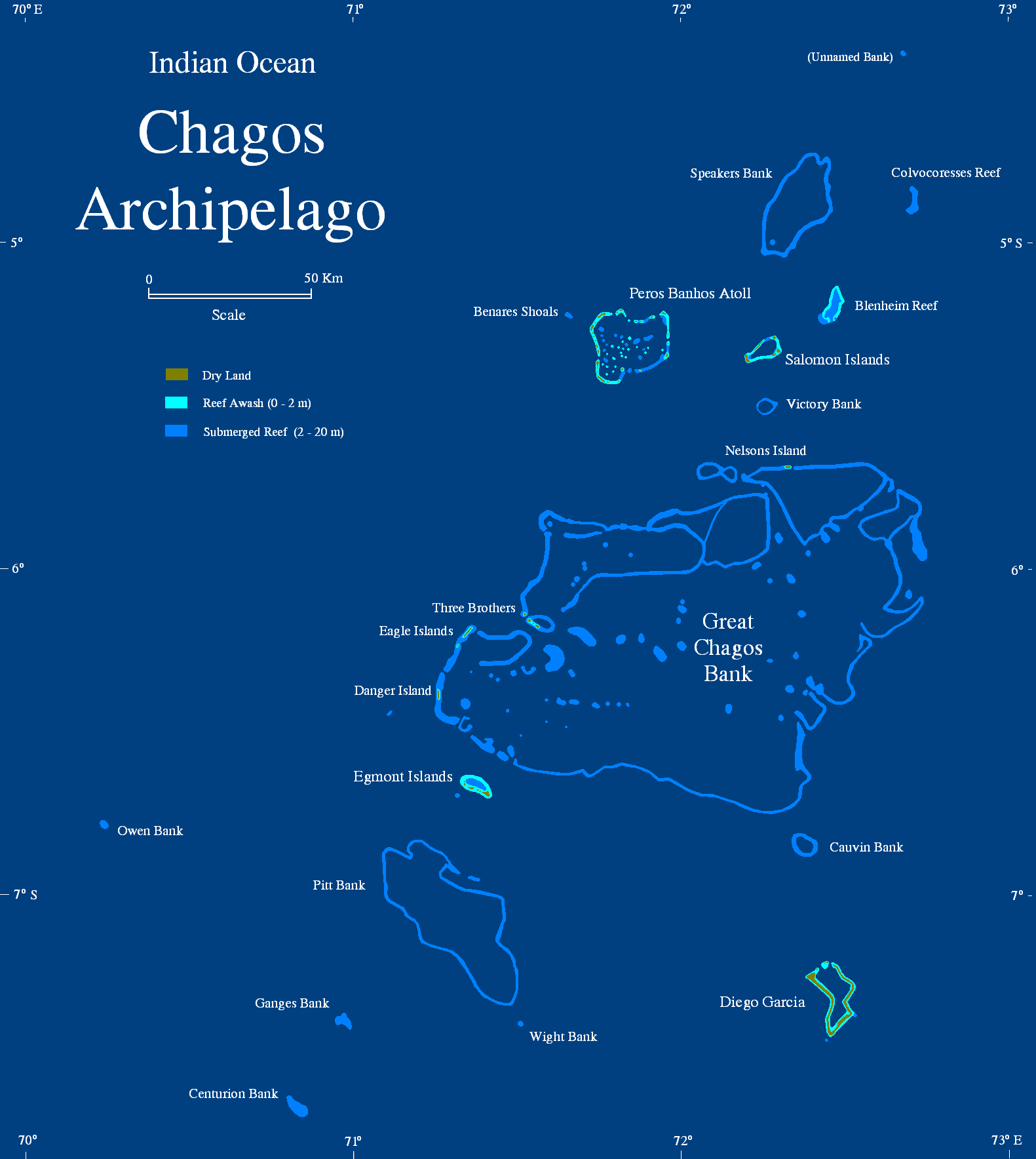
Archipel des Chagos

## Par ordre alphabétique
- Île aux Aigrettes, au sud-est
- Île Albatross, au sud de Savanne
- Île d'Ambre, à l'est
- Barkley Island, Port Louis
- Île aux Bénitiers et îlot Bénitier, au sud-ouest, vers La Gaulette
- Pointe Bernache, à l'est, près de l'Île d'Ambre
- Île Bobby
- Îlot Brocus
- Île Catherine
- Cat Island
- Île aux Cerfs, à l'est
- Île aux Chats / Îlot Chat, groupe de Grand Port
- Île aux Cocos (Brandon)
- Coin de Mire, au nord, près de l'Île Plate
- Île Crabe, vers Rodrigues
- Destinée
- Îlot des Deux Cocos
- Île Diamant
- Île de L'Est, à l'est
- Île aux Flamants, à l'est, groupe de Grand Port
- Île Fouquet, groupe de Grand Port
- Île Fournaise, à l'est, près de l'île d'Ambre
- Îlot Fourneau, au sud-ouest
- Île aux Fous, près de Rodrigues
- Frégate (Brandon)
- Îlot Gabriel, au nord,
- Île Gombrani, au sud de Rodrigues
- Îles de Grand Port / Grand Port Islets, à l'est
- Île Hermitage, vers Rodrigues
- Île aux Lubines, à l'est
- Mouchoir Rouge, groupe de Grand Port
- Îlot du Mort, au nord-est
- Île aux oiseaux, groupe de Grand Port
- Île de la Passe, groupe de Grand Port
- Île Plate, au nord, près de l'Île Ronde
- Pointe Bernache, à l'est, près de l'Île d'Ambre
- Reservoir Islets : La Ferme, La Mare du Vacoas
- Île Roches, groupe de Grand Port
- Rodrigues
- Île Ronde, au nord-est
- Île aux Sables, à l'est de Rodrigues
- Île Sancho, au sud
- Île aux Serpents
- Îlot Seychelles
- Île aux Signes, groupe de Grand Port
- Le Souffleur, au sud
- Île aux Tonneliers, à l'ouest, Port Louis
- Île Vacoas, groupe de Grand Port

## Autres
- Autres dépendances : 
  - Agaléga
  - Saint-Brandon, ou écueils des Cargados Carajos

- Revendications :
  - Archipel des Chagos, 7 atolls, 55 îles, dont Diego Garcia
  - Île Tromelin, une des Îles Éparses de l'océan Indien

- Bancs de pêche, du plateau des Mascareignes :
  - Hawkins Bank (en)
  - Nazareth Bank (en)
  - Saya de Malha
  - Soudan Banks (en)